# Rejon porozowski
Rejon porozowski – jednostka terytorialna istniejąca w ramach Białoruskiej SRR w latach 1940–1960 na terenie Grodzieńszczyzny (de facto 1940–1941; 1944–1960).

## Historia
Rejon powstał 15 stycznia 1940 w ramach obwodu brzeskiego. Obejmował 11 gmin wiejskich (sielsowietów). 20 września 1944 włączono do obwodu grodzieńskiego. W 1954 zmniejszono liczbę gmin do 7. 20 stycznia 1960 jego obszar przyłączono do rejonu świsłockiego.